# Nahal Hever
Nahal Hever (in ebraico: נחל חבר; in arabo: Wadi al-Khabat) è un Uadi, un flusso d'acqua nel deserto della Giudea, che scorre da En Gedi e Masada al Mar Morto.

## Rinvenimenti archeologici
Alla testa del letto del torrente sono due grotte, la "grotta delle lettere" (מערת האיגרות), e la "grotta degli orrori" (מערת האימה). I siti sono stati scoperti tra il 1953 e il 1960-1961 nel corso di scavi dall'archeologo israeliano Yigael Yadin. Ulteriori scavi  tra il 1999 e il 2000 sono stati effettuati da Richard Freund dell'università di Hartford. 

### La grotta delle lettere
La "Grotta delle lettere" è stata chiamata così a causa del grande numero di manoscritti e lettere che sono stati scoperti ed estratti da lì, papiri chiamati archivio di Babatha, in quanto archivio di una ricca famiglia della Giudea a cavallo tra il I e il II secolo d.C.. In tale sito sono stati ritrovati anche dei frammenti di passi dell'Antico testamento. 
I papiri sono stati pubblicati in due volumi in greco (1989), e in ebraico e aramaico (1991).

### La grotta degli orrori
Nella grotta degli "orrori" si sono trovate prove archeologiche della ribellione di Kokheba e della Terza guerra giudaica (132 -136). Erano presenti i corpi di 17 individui (tre uomini, otto donne, sei bambini) i cui teschi erano stati raccolti in una cesta privi della mandibola. Sono state scoperti, inoltre, un cofanetto per gioielli, vasellame, abiti, scarpe, uno specchio e una chiave.